# Jasper Lievenz van Hoogelande
Jasper Lievenz van Hoogelande (ca. 1482 - 1546) was raadsheer in het Hof van Holland en president van het Hof van Utrecht.
Van Hoogelande werd circa 1482 in Middelburg geboren als de zoon van burgemeester Lieven Hugenz. Hij studeerde rechten in Leuven (1497) en Orléans (1499).  Toen zijn vader in 1512 in de adelstand werd verheven ging de familie de naam Van Hoogelande gebruiken. In 1513 kwam de post van advocaat van de Hoge Vierschaar in Zeeland in zicht, maar de baan ging toch naar een ander. Van Hoogelande werd later aangeklaagd voor smaad door de prelaat en edelen van Zeeland, omdat hij tijdens deze episode beweerd had dat de edelen erop uit waren het recht geweld aan te doen. Vanaf 1512 was hij reeds onbezoldigd raadsheer bij  het Hof van Holland in Den Haag. Bij het aantreden van Karel V in 1515 werd hij gepromoveerd tot bezoldigd raadsheer. Hij raakte in die tijd bevriend met Vincent Cornelisz.. In 1530 werd hij, tegen zijn zin en onder het bedingen van goede voorwaarden, benoemd tot president van het Hof van Utrecht, welk gewest recent door Karel V was ingelijfd. Hoewel hij van plan was snel weer terug te keren naar Den Haag, bleef hij in Utrecht tot 1538. Hij had in die tijd grote ruzie met stadhouder Anton van Lalaing over de toegezegde vergoeding van de huur van zijn huis in Utrecht.  In 1538 keerde hij uiteindelijk terug als raadsheer bij het Hof van Holland. Hij overleed in 1546.
Hoogelande is een voormalige ambachtsheerlijkheid in Zeeland. Jaspers broers Ewout en Balthasar en zijn zoon Cornelis bekleedden ook hoge bestuurlijke of juridische functies in Holland en Zeeland.